# Gunter Arnold
Gunter Arnold (* 13. März 1951) ist ein ehemaliger deutscher Sprinter, der sich auf den 400-Meter-Lauf spezialisiert hatte und für die DDR startete.
Bei den Halleneuropameisterschaften 1974 in Göteborg gewann er Bronze. 1978 kam er bei den Europameisterschaften in Prag mit der DDR-Mannschaft in der 4-mal-400-Meter-Staffel auf den vierten Platz.
1976 wurde er DDR-Meister im Freien, 1974 und 1976 DDR-Vizemeister in der Halle.
Gunter Arnold startete für den ASK Potsdam.

## Persönliche Bestleistungen
- 200 m: 20,97 s, 27. August 1977, Halle
- 400 m: 46,01 s, 8. Mai 1976, Dresden

| Personendaten    | Personendaten      |
| ---------------- | ------------------ |
| NAME             | Arnold, Gunter     |
| KURZBESCHREIBUNG | deutscher Sprinter |
| GEBURTSDATUM     | 13. März 1951      |